# 董榕森
董榕森（TUNG Yung-Shen，1932年10月10日—2012年11月30日），作曲家、指揮家。出生於江西省南昌市，畢生致力於於音樂教育及國樂創作，曾任台灣藝術專科學校（今國立臺灣藝術大學）國樂科主任，代表作品有梆笛獨奏曲《陽明春曉》、嗩吶協奏曲《偉大的建設》、合奏曲《普天同慶》。得獎經歷包括1968年中山文藝創作獎之國樂作曲獎、1977年國家文藝獎、1993年「二十世紀華人音樂經典」作曲家等。

## 生平
1932年10月10日出生於江西省南昌市，祖籍浙江紹興。因母親察覺他在胡琴演奏上頗具天分，便指導其演奏胡琴，開啟董榕森的音樂之路。1949年考取中華民國海軍軍士學校輪機科，來到臺灣左營海軍基地。1956年考取政工幹校（今國防大學政治作戰學院）音樂系，師事戴逸青、蕭而化、張錦鴻、李永剛等教授，並向高子銘學習現代國樂。
1968年董榕森創立藝專國樂科，並擔任首任科主任，把國樂納入正規教育體制，使之專業化。1969年教育部聘請董榕森擔任「中華國樂團」首任指揮。為鼓勵更多人投入國樂曲創作，董榕森於1976年成立了「國樂科教學創作研究組」，並積極推廣臺灣國樂，希冀培養更多的聽眾與國樂愛好者。1983年起擔任復興崗政戰作戰學校音樂系主任。
1994年董榕森自政治作戰學校退休後，即移民海外，海外期間仍繼續從事國樂教育工作，並完成多首大型作品，如南胡協奏曲《天池蓮影》，慶祝中華民國建國一百年而寫的《金鐘讚》等。2012年11月30日因癌病與世長辭，享年81歲。

## 音樂創作

### 創作理念
董榕森創作多是根據曲意的表徵，藉由樂曲的調性、速度、動機、調式、節奏等因素，發展出主題的樂句；由於動機已代表這個意境的象徵，其主題樂句的性質便更具象鮮明，其代表作品《陽明春曉》就是以此概念完成。

### 音樂作品
作品包含國樂合奏、協奏、獨奏曲及樂劇、合唱曲、電視連續劇主題曲等類型，代表作品如下：
- 1959年《田園風光》（三樂章組曲）
- 1965年《巨人頌》（三樂章樂詩）
- 1966年《陽明春曉》（梆笛獨奏）
- 1968年《普天同慶》（大合奏曲）
- 1976年《偉大的建設》（嗩吶協奏曲）
- 1979年《花木蘭》（樂劇）
- 1981年《秋瑾》（三幕中國樂劇）
- 1992年《40的禮讚》（大合奏曲）
- 2007年《天池蓮影》（南胡協奏曲）
- 2008年《金鐘讚》（合唱與鐘鼓絃管大樂）

## 文字著作
音樂理論方面的研究主要有《實用中國樂法》與《中國樂語研究》兩本著作，著重在中國曲式學和音樂架構上。在器樂研究上，前後出版了三本器樂研究的相關著作，即《南胡教本第一冊》、《南胡教本第二冊》與《劉天華南胡音樂研究》。此外，董榕森對於不同的演奏與作品，也提出他個人的看法與評論，對於當代國樂的發展具有一定的影響力。

## 得獎經歷
董榕森1968年以大合奏曲《普天同慶》獲得中山文藝創作獎；1977年以嗩吶協奏曲《偉大的建設》獲得國家文藝獎；1993年為「二十世紀華人音樂經典」獲獎作曲家。

## 外部連結
- 臺灣音樂群像 董榕森 （页面存档备份，存于）